# Авидность
Ави́дность антител (лат. avidus — «жадный») — характеристика общей стабильности комплекса антигена и антитела. Авидность определяется аффинностью антитела к антигену, количеством антигенсвязывающих центров в молекуле антитела и особенностями пространственной структуры антигена, создающими стерические препятствия для создания комплекса. Авидность антитела следует отличать от аффинности, так как аффинность является термодинамическим параметром, количественно описывающим силу единственного взаимодействия антигена и антитела, в то время как авидность описывает силу кооперативных аффинных взаимодействий.
Так, например, авидность IgM может быть высокой даже при низкой аффинности отдельных антиген-связывающих центров, так как молекула IgM имеет десять таких центров, в то время как IgG может иметь два высокоаффинных центра.
Авидность IgM и IgG очень важна в диагностике и позволяет провести ретроспективный анализ вирусных заболеваний. Так, например, высокая авидность первичных IgM, свидетельствует об острой фазе заболевания и недавнем — от одного до полутора месяцев — инфицировании. Следовые концентрации IgM могут сохраняться в организме, в отдельных случаях, до двух лет.